# Thảm sát Châu Đốc
Thảm sát Châu Đốc là cuộc thảm sát giết 17 người diễn ra vào ngày 11 tháng 07 năm 1957 ở thị trấn nhỏ Châu Đốc, An Giang, gần biên giới với Campuchia, Việt Nam Cộng hòa. Các vụ giết người nhắm vào các quan chức Việt Nam Cộng hòa thuộc chiến dịch săn tìm cấp thấp.